# Caddo Parish
Caddo Parish (franska: Paroisse de Caddo) är ett administrativt område, parish, i delstaten Louisiana, USA. År 2010 hade området 254 969 invånare. Den administrativa huvudorten är Shreveport.

## Geografi
Enligt United States Census Bureau har countyt en total area på 2 427 km². 2 284 av den arean är land och 142 km² är vatten.

### Angränsande områden
- Miller County, Arkansas - norr
- Lafayette County, Arkansas - nordost
- Bossier Parish - öster
- Red River Parish - sydost
- DeSoto Parish - söder
- Panola County, Texas - sydväst
- Harrison County och Marion County, Texas - väster
- Cass County, Texas - nordväst